# Pallavolo ai Giochi della XXXIII Olimpiade - Convocazioni al torneo femminile
Elenco delle giocatrici convocate per il torneo femminile di pallavolo ai Giochi della XXXIII Olimpiade.

## Brasile
| N° | Nome                   | Ruolo | Data di nascita  | Squadra           |
| -- | ---------------------- | ----- | ---------------- | ----------------- |
| -  | José Roberto Guimarães | All   | 31 luglio 1954   | Türk Hava Yolları |
| 1  | Nyeme Costa            | L     | 11 ottobre 1998  | Minas             |
| 2  | Diana Alecrim          | C     | 22 febbraio 1999 | Türk Hava Yolları |
| 3  | Mácris Carneiro        | P     | 3 marzo 1989     | Türk Hava Yolları |
| 6  | Thaísa de Menezes      | C     | 15 maggio 1987   | Minas             |
| 7  | Rosamaria Montibeller  | O     | 9 aprile 1994    | Denso Airybees    |
| 9  | Roberta Ratzke         | P     | 28 aprile 1990   | ŁKS               |
| 10 | Gabriela Guimarães     | S     | 19 maggio 1994   | VakıfBank         |
| 12 | Ana Cristina de Souza  | S     | 7 aprile 2004    | Fenerbahçe        |
| 14 | Natália de Araújo      | L     | 10 aprile 1997   | Praia Clube       |
| 15 | Ana Carolina da Silva  | C     | 8 aprile 1991    | Savino Del Bene   |
| 17 | Júlia Bergmann         | S     | 21 febbraio 2001 | Türk Hava Yolları |
| 19 | Tainara Santos         | O     | 9 marzo 2000     | Praia Clube       |
| 24 | Lorenne Teixeira       | O     | 8 gennaio 1996   | Osasco            |

## Cina
| N° | Nome            | Ruolo | Data di nascita   | Squadra         |
| -- | --------------- | ----- | ----------------- | --------------- |
| -  | Cai Bin         | All   | 7 ottobre 1996    | -               |
| 1  | Yuan Xinyue     | C     | 21 dicembre 1996  | Tianjin         |
| 2  | Zhu Ting        | S     | 29 novembre 1994  | Savino Del Bene |
| 3  | Diao Linyu      | P     | 29 marzo 1994     | Jiangsu         |
| 5  | Gao Yi          | C     | 22 luglio 1998    | Shanghai        |
| 6  | Gong Xiangyu    | O     | 21 aprile 1997    | Jiangsu         |
| 7  | Wang Yuanyuan   | C     | 14 luglio 1997    | Tianjin         |
| 9  | Zhang Changning | S     | 6 novembre 1995   | Jiangsu         |
| 12 | Li Yingying     | S     | 19 febbraio 2000  | Tianjin         |
| 14 | Zheng Yixin     | O     | 6 maggio 1995     | Fujian          |
| 16 | Ding Xia        | P     | 13 gennaio 1990   | Chemik Police   |
| 18 | Wang Mengjie    | L     | 14 novembre 1995  | Shandong        |
| 21 | Wu Mengjie      | S     | 10 settembre 2002 | Jiangsu         |
| 22 | Zhuang Yushan   | S     | 28 aprile 2003    | Fujian          |

## Francia
| N° | Nome                  | Ruolo | Data di nascita   | Squadra            |
| -- | --------------------- | ----- | ----------------- | ------------------ |
| -  | Émile Rousseaux       | All   | 3 aprile 1961     | IFVB               |
| 1  | Héléna Cazaute        | S     | 17 dicembre 1997  | Pro Victoria       |
| 3  | Amandine Giardino     | L     | 30 marzo 1995     | Neptunes de Nantes |
| 4  | Christina Bauer       | C     | 1º gennaio 1988   | Venelles           |
| 7  | Iman Ndiaye           | O     | 13 gennaio 2001   | Chamalières        |
| 9  | Nina Stojiljković     | P     | 1º settembre 1996 | Çukurova           |
| 11 | Lucille Gicquel       | O     | 13 novembre 1997  | Nilüfer            |
| 15 | Amandha Sylves        | C     | 29 dicembre 2000  | Cuneo Granda       |
| 23 | Léandra Olinga-Andela | C     | 12 agosto 1997    | Īlysiakos          |
| 53 | Maéva Schalk          | S     | 14 dicembre 2005  | Volero Le Cannet   |
| 63 | Émilie Respaut        | P     | 25 aprile 2003    | Neptunes de Nantes |
| 88 | Amélie Rotar          | S     | 24 ottobre 2000   | Neptunes de Nantes |
| 91 | Halimatou Bah         | S     | 21 dicembre 2003  | Chamalières        |
| 99 | Juliette Gelin        | L     | 2 novembre 2001   | Levallois Paris    |

## Giappone
| N° | Nome             | Ruolo | Data di nascita  | Squadra             |
| -- | ---------------- | ----- | ---------------- | ------------------- |
| -  | Masayoshi Manabe | All   | 21 agosto 1963   | -                   |
| 1  | Koyomi Iwasaki   | P     | 1º maggio 1989   | Saitama Ageo Medics |
| 2  | Kotona Hayashi   | S     | 13 novembre 1999 | JT Marvelous        |
| 3  | Sarina Koga      | S     | 21 maggio 1996   | NEC Red Rockets     |
| 4  | Mayu Ishikawa    | S     | 14 maggio 2000   | Firenze             |
| 5  | Akane Yamagishi  | L     | 8 gennaio 1991   | Saitama Ageo Medics |
| 6  | Nanami Seki      | P     | 12 giugno 1999   | Toray Arrows        |
| 8  | Manami Kojima    | L     | 7 novembre 1994  | NEC Red Rockets     |
| 10 | Arisa Inoue      | S     | 8 maggio 1995    | Victorina Himeji    |
| 11 | Nichika Yamada   | C     | 24 febbraio 2000 | NEC Red Rockets     |
| 12 | Satomi Fukudome  | L     | 23 novembre 1997 | Denso Airybees      |
| 15 | Airi Miyabe      | C     | 29 luglio 1998   | Victorina Himeji    |
| 20 | Ayaka Araki      | C     | 2 settembre 2001 | Hisamitsu Springs   |
| 21 | Yukiko Wada      | O     | 8 gennaio 2002   | JT Marvelous        |

## Italia
| N° | Nome                | Ruolo | Data di nascita   | Squadra         |
| -- | ------------------- | ----- | ----------------- | --------------- |
| -  | Julio Velasco       | All   | 9 febbraio 1952   | -               |
| 1  | Marina Lubian       | C     | 11 aprile 2000    | Imoco           |
| 3  | Carlotta Cambi      | P     | 28 maggio 1996    | Pinerolo        |
| 5  | Ilaria Spirito      | L     | 20 febbraio 1994  | Chieri '76      |
| 6  | Monica De Gennaro   | L     | 8 gennaio 1987    | Imoco           |
| 8  | Alessia Orro        | P     | 18 luglio 1998    | Pro Victoria    |
| 9  | Caterina Bosetti    | S     | 2 febbraio 1994   | AGIL            |
| 11 | Anna Danesi         | C     | 20 aprile 1996    | AGIL            |
| 17 | Myriam Sylla        | S     | 8 gennaio 1995    | Pro Victoria    |
| 18 | Paola Egonu         | O     | 18 dicembre 1998  | Pro Victoria    |
| 19 | Sarah Fahr          | C     | 12 settembre 2001 | Imoco           |
| 21 | Loveth Omoruyi      | S     | 25 agosto 2002    | Chieri '76      |
| 24 | Ekaterina Antropova | O     | 19 marzo 2003     | Savino Del Bene |
| 27 | Gaia Giovannini     | S     | 17 dicembre 2001  | Megavolley      |

## Kenya
| N° | Nome              | Ruolo | Data di nascita   | Squadra               |
| -- | ----------------- | ----- | ----------------- | --------------------- |
| -  | Japheth Munala    | All   | -                 | Kenya Commercial Bank |
| 1  | Esther Mutinda    | P     | 21 aprile 1996    | Kenya Commercial Bank |
| 2  | Veronica Oluoch   | S     | 5 giugno 1999     | Paniōnios             |
| 3  | Pamella Owino     | S     | 26 settembre 2001 | Kenya Pipeline        |
| 4  | Leonida Kasaya    | S     | 10 ottobre 1993   | Kenya Pipeline        |
| 5  | Sharon Chepchumba | O     | 26 ottobre 1998   | PAOK                  |
| 6  | Belinda Barasa    | C     | 28 aprile 2001    | Kenya Commercial Bank |
| 7  | Emmaculate Misoki | P     | 6 giugno 2003     | Kenya Pipeline        |
| 8  | Trizah Atuka      | C     | 14 aprile 1992    | Kenya Pipeline        |
| 11 | Loice Simiyu      | O     | 20 agosto 2001    | Kenya Pipeline        |
| 13 | Juliana Namutira  | S     | 15 maggio 1999    | Kenya Commercial Bank |
| 15 | Lorine Kaei       | S     | 8 ottobre 1999    | Kenya Prisons         |
| 16 | Agripina Kundu    | L     | 24 aprile 1993    | Kenya Pipeline        |
| 19 | Edith Mukuvilani  | C     | 20 luglio 1994    | Kenya Commercial Bank |

## Paesi Bassi
| N° | Nome            | Ruolo | Data di nascita   | Squadra            |
| -- | --------------- | ----- | ----------------- | ------------------ |
| -  | Felix Koslowski | All   | 18 marzo 1984     | Schweriner         |
| 4  | Celeste Plak    | S     | 26 ottobre 1995   | Beşiktaş           |
| 5  | Jolien Knollema | S     | 5 gennaio 2003    | MTV Stoccarda      |
| 7  | Juliët Lohuis   | C     | 10 settembre 1996 | Casalmaggiore      |
| 10 | Sarah van Aalen | P     | 21 gennaio 2000   | VakıfBank          |
| 11 | Anne Buijs      | S     | 2 dicembre 1991   | AGIL               |
| 12 | Britt Bongaerts | P     | 3 novembre 1996   | MTV Stoccarda      |
| 16 | Indy Baijens    | C     | 4 febbraio 2001   | Schweriner         |
| 18 | Marrit Jasper   | S     | 28 febbraio 1996  | Neptunes de Nantes |
| 19 | Nika Daalderop  | S     | 29 novembre 1998  | Pro Victoria       |
| 23 | Eline Timmerman | C     | 30 dicembre 1998  | MTV Stoccarda      |
| 25 | Florien Reesink | L     | 9 giugno 1998     | Genève             |
| 26 | Elles Dambrink  | O     | 22 giugno 2003    | Schweriner         |
| 33 | Nova Marring    | S     | 6 settembre 2001  | Schweriner         |

## Polonia
| N° | Nome                    | Ruolo | Data di nascita  | Squadra            |
| -- | ----------------------- | ----- | ---------------- | ------------------ |
| -  | Stefano Lavarini        | All   | 17 gennaio 1979  | Fenerbahçe         |
| 1  | Maria Stenzel           | L     | 25 novembre 1998 | Radomka            |
| 3  | Klaudia Alagierska      | C     | 2 gennaio 1996   | ŁKS                |
| 5  | Agnieszka Kąkolewska    | C     | 17 ottobre 1994  | Chemik Police      |
| 9  | Magdalena Stysiak       | O     | 3 dicembre 2000  | Fenerbahçe         |
| 11 | Martyna Łukasik         | S     | 26 novembre 1999 | Chemik Police      |
| 12 | Aleksandra Szczygłowska | L     | 22 marzo 1998    | Developres Rzeszów |
| 14 | Joanna Wołosz           | P     | 7 aprile 1990    | Imoco              |
| 15 | Martyna Czyrniańska     | S     | 13 ottobre 2003  | Eczacıbaşı         |
| 17 | Malwina Smarzek         | O     | 3 giugno 1996    | Casalmaggiore      |
| 26 | Katarzyna Wenerska      | P     | 9 marzo 1993     | Developres Rzeszów |
| 30 | Olivia Różański         | S     | 5 giugno 1997    | Bergamo 1991       |
| 41 | Natalia Kurnikowska     | S     | 13 gennaio 1992  | Chemik Police      |
| 95 | Magdalena Jurczyk       | C     | 25 ottobre 1995  | Developres Rzeszów |

## Rep. Dominicana
| N° | Nome                | Ruolo | Data di nascita   | Squadra           |
| -- | ------------------- | ----- | ----------------- | ----------------- |
| -  | Marcos Kwiek        | All   | 18 luglio 1967    | Campinas          |
| 1  | Cándida Arias       | C     | 11 marzo 1992     | Azərreyl          |
| 5  | Brenda Castillo     | L     | 5 giugno 1992     | Pro Victoria      |
| 6  | Ariana Rodríguez    | P     | 3 novembre 2005   | Miami (Florida)   |
| 7  | Niverka Marte       | P     | 19 ottobre 1990   | -                 |
| 8  | Alondra Tapia       | O     | 19 maggio 2004    | Deportivo Géminis |
| 11 | Geraldine González  | C     | 18 aprile 2002    | Mirador           |
| 15 | Madeline Guillén    | S     | 4 giugno 2001     | Göztepe           |
| 16 | Yonkaira Peña       | S     | 10 maggio 1993    | Minas             |
| 18 | Bethania de la Cruz | S     | 13 maggio 1987    | Omaha Supernovas  |
| 20 | Brayelin Martínez   | S     | 11 settembre 1996 | Dinamo-Ak Bars    |
| 21 | Jineiry Martínez    | C     | 3 dicembre 1997   | Azərreyl          |
| 23 | Gaila González      | O     | 22 giugno 1997    | Kuzeyboru         |

## Serbia
| N° | Nome              | Ruolo | Data di nascita   | Squadra               |
| -- | ----------------- | ----- | ----------------- | --------------------- |
| -  | Giovanni Guidetti | All   | 20 settembre 1972 | VakıfBank             |
| 1  | Bianka Buša       | S     | 25 luglio 1994    | VakıfBank             |
| 2  | Katarina Lazović  | S     | 12 settembre 1999 | Galatasaray           |
| 4  | Bojana Živković   | P     | 29 marzo 1988     | Fenerbahçe            |
| 5  | Mina Popović      | C     | 17 settembre 1994 | Lokomotiv Kaliningrad |
| 9  | Aleksandra Uzelac | S     | 27 luglio 2004    | Fluminense            |
| 10 | Maja Ognjenović   | P     | 6 agosto 1984     | Savino Del Bene       |
| 11 | Hena Kurtagić     | C     | 27 agosto 2004    | Neptunes de Nantes    |
| 14 | Maja Aleksić      | C     | 6 giugno 1997     | Megavolley            |
| 15 | Jovana Stevanović | C     | 30 giugno 1992    | Eczacıbaşı            |
| 17 | Silvija Radović   | L     | 15 marzo 1986     | Lugoj                 |
| 18 | Tijana Bošković   | O     | 8 marzo 1997      | Eczacıbaşı            |
| 19 | Bojana Milenković | S     | 6 marzo 1997      | Prometej              |
| 22 | Sara Lozo         | S     | 29 aprile 1997    | Saitama Ageo Medics   |

## Stati Uniti
| N° | Nome                 | Ruolo | Data di nascita   | Squadra         |
| -- | -------------------- | ----- | ----------------- | --------------- |
| -  | Karch Kiraly         | All   | 11 marzo 1960     | -               |
| 1  | Micha Hancock        | P     | 10 novembre 1992  | Casalmaggiore   |
| 2  | Jordyn Poulter       | P     | 31 luglio 1997    | -               |
| 3  | Avery Skinner        | S     | 25 aprile 1999    | Chieri '76      |
| 4  | Justine Wong-Orantes | L     | 6 ottobre 1995    | Potsdam         |
| 7  | Lauren Carlini       | P     | 28 febbraio 1995  | Aydın BB        |
| 10 | Jordan Larson        | S     | 16 ottobre 1986   | -               |
| 11 | Andrea Drews         | O     | 25 dicembre 1993  | JT Marvelous    |
| 12 | Jordan Thompson      | O     | 5 maggio 1997     | VakıfBank       |
| 15 | Haleigh Washington   | C     | 22 settembre 1995 | Savino Del Bene |
| 16 | Dana Rettke          | C     | 21 gennaio 1999   | Pro Victoria    |
| 22 | Kathryn Plummer      | S     | 16 ottobre 1998   | Imoco           |
| 23 | Kelsey Robinson      | S     | 25 giugno 1992    | Imoco           |
| 24 | Chiaka Ogbogu        | C     | 15 aprile 1995    | VakıfBank       |

## Turchia
| N° | Nome               | Ruolo | Data di nascita   | Squadra               |
| -- | ------------------ | ----- | ----------------- | --------------------- |
| -  | Daniele Santarelli | All   | 8 giugno 1981     | Imoco                 |
| 1  | Gizem Örge         | L     | 26 aprile 1993    | Fenerbahçe            |
| 3  | Cansu Özbay        | P     | 17 ottobre 1996   | VakıfBank             |
| 4  | Melissa Vargas     | O     | 16 ottobre 1999   | Fenerbahçe            |
| 7  | Hande Baladın      | S     | 1º settembre 1997 | Eczacıbaşı            |
| 9  | Meliha İsmailoğlu  | S     | 17 settembre 1993 | Fenerbahçe            |
| 11 | Derya Cebecioğlu   | S     | 24 ottobre 2000   | VakıfBank             |
| 12 | Elif Şahin         | P     | 19 gennaio 2001   | Eczacıbaşı            |
| 14 | Eda Erdem          | C     | 22 giugno 1987    | Fenerbahçe            |
| 18 | Zehra Güneş        | C     | 7 luglio 1999     | VakıfBank             |
| 19 | Aslı Kalaç         | C     | 13 dicembre 1995  | Fenerbahçe            |
| 21 | Beyza Arıcı        | C     | 27 luglio 1995    | Eczacıbaşı            |
| 22 | Derya Cebecioğlu   | S     | 5 gennaio 2000    | Galatasaray           |
| 99 | Ebrar Karakurt     | O     | 17 gennaio 2000   | Lokomotiv Kaliningrad |